# Rogaška Slatina
Rogaška Slatina (německy Rohitsch-Sauerbrunn) je město a správní středisko stejnojmenné občiny ve Slovinsku v Savinjském regionu, ve stejnojmenné občině. Nachází se poblíž chorvatských hranic, asi 30 km východně od Celje. V roce 2021 zde trvale žilo 5 082 obyvatel. Město je známé pro, místní lázně s léčivými prameny a výrobu křišťálového skla.

## Název
Název Rogaška Slatina se doslovně překládá jako "prameny Rogatce", což odkazuje na místní zdroje minerální vody. Prameny byly v roce 1687 pojmenovány Johannem Benediktem Gründelem Roitschocrene (z řeckého κρήνη a latinského crene, což doslova znamená pramen). V němčině byla osada známá jako Rohitsch-Sauerbrunn nebo Sauerbrunn Curort (a ve starších pramenech také jako Roitscher Sauerbrunn). Starší písemné prameny také uvádějí slovinské názvy Slatina Zdravišče a Slatina Rogačka.

## Historie

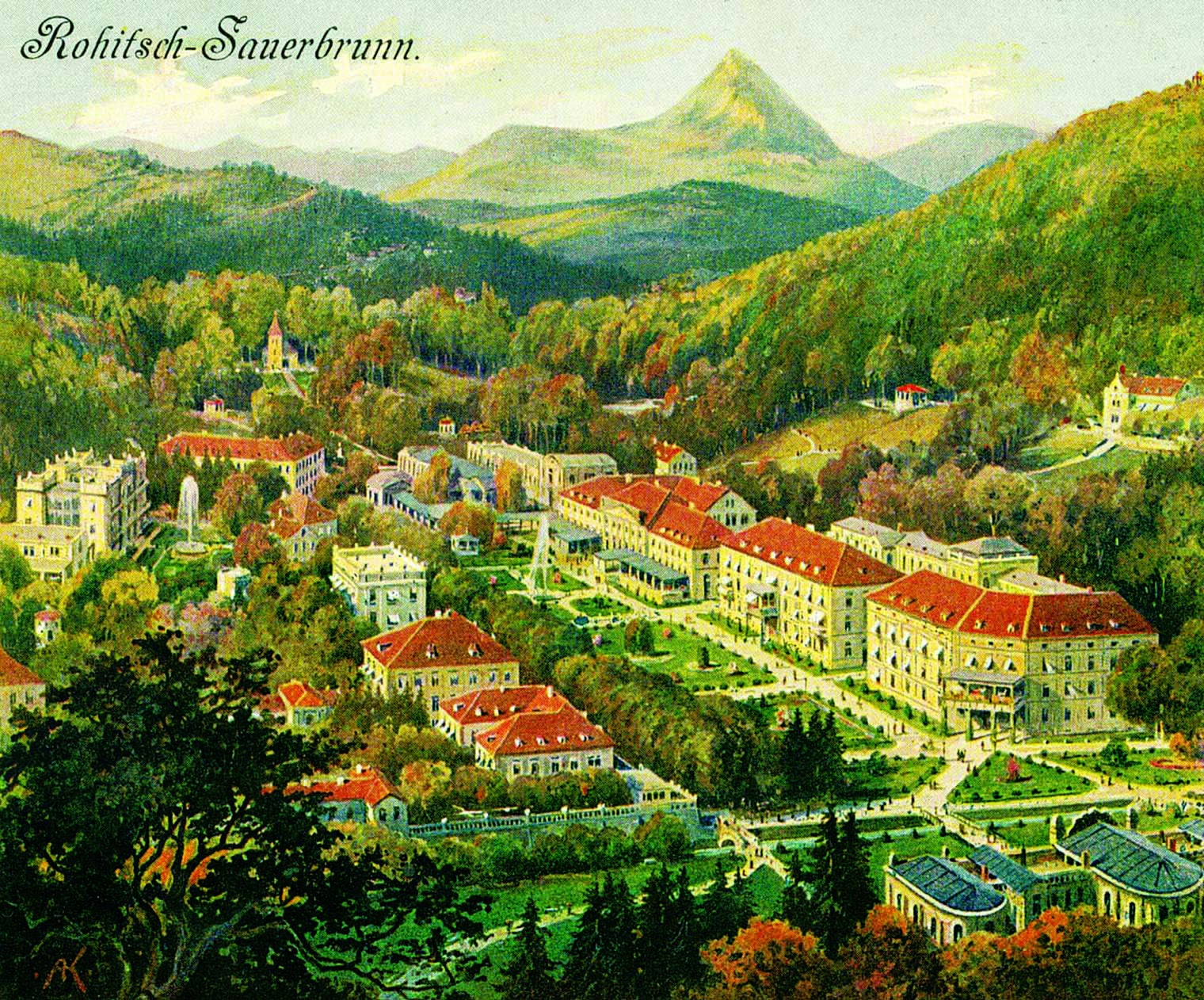
Pohlednice Rogašky Slatiny z první poloviny 20. století

Oblast okolo města byla osídlena již ve starověku a vedla k ní tehdy římská cesta. V dokumentu z arcibiskupství v Salcburku z roku 1141 se zmiňuje římský kámen vedle pramene v této osadě. Pramen poprvé popsal alchymista Leonhard Thurneysser v 16. století. Následně byl popsán roku 1679 císařským lékařem Paulem de Sorbaitem, kolem roku 1700 kraňským lékařem Markem Gerbecem a Josephem Karlem Kindermannem v jeho díle o historii Štýrska z roku 1798 (Repertorium der steiermärkischen Geschichte, Geographie, Topographie, Statistik und Naturhistorie). Slovinský historik Rudolf Gustav Puff popsal Rogašku Slatinu ve zvláštní publikaci a 24 litografií města vytvořil umělec Josip Reiterer na počátku 19. století. Český chemik Adolf Režek založil v roce 1931 v Rogašce Slatině malou laboratoř a publikoval zde různé materiály o městě.

### Druhá světová válka
Mezi lety 1941 a 1945 byla Rogaška Slatina okupována nacistickým Německem. Dne 11. dubna 1941, pouhých pět dní po invazi do Jugoslávie, vstoupila do místního lázeňského střediska 132. pěší divize Wehrmachtu a v následujících týdnech zde byla zřízena komplexní správa okupantů, která město transformovala díky jeho významu jakožto zdravotnické centrum, pro výrobu skla, velké ubytovací kapacitě a poloze podél německo-chorvatské státní hranice na řece Sotla na jedno z klíčových stanovišť okupační zóny Dolního Štýrska.
Historik Daniel Siter ve své práci "Rogaška Slatina během období německé okupace (1941-1945)" často zmiňuje chorvatské nacistické kolaboranty, tzv. Ustašovce, jejich přítomnost během tohoto období i jejich pustošení v oblasti dlouho po druhé světové válce.

### Hromadné hroby
Rogaška Slatina je místem dvou známých hromadných hrobů z období bezprostředně po druhé světové válce. První z nich, v Sovinecké rokli (slovinsky Sovinčev graben) se nachází v jihovýchodní části města, v rokli nad železniční tratí a obsahuje pozůstatky těl 18 až 20 Chorvatů, kteří byli na místě zajati a poté zabiti v květnu a červnu 1945. Druhý masový hrob, zvaný Květinová hora (slovinsky Grobišče Cvetlični hrib) leží východně od města a předpokládá se, že jeho prostor zaujímá celou roklinu pod bývalým hotelem Triglav. Obsahuje pozůstatky neznámého počtu obětí zavražděných po válce, nebo obětí zavražděných nacisty během války.

## Lázně
Rogaška Slatina je ve Slovinsku všeobecně známa pro lázeňství a místní léčivé prameny. Po staletí přitahuje návštěvníky do této oblasti léčivá minerální voda bohatá na hořčík (prodávaná pod značkou Donat Mg), malebná krajina a další místní památky. Léčivé prameny byly popsány už v římské době. V 17. století byl kolem pramenů postaven dřevěný plot a voda tekla dřevěným korytem. V roce 1676 majitel místního hradu Peter de Curti postavil na místě lázní hostinec a jako první zpoplatnil návštěvy pramenů. V té době byla voda také stáčena do lahví vyráběných nedalekou sklárnou.

## Kostely
Farní kostel ve městě je zasvěcen Svatému kříži a patří do římskokatolické diecéze sídlící v Celje. Současná stavba na tomto místě byla postavena v letech 1864 až 1866 v novorománském stylu. Nejstarší zmínka o kostele na tomto místě pochází již z rukopisu z roku 1304, i když kostel existoval již předtím. Původní stavba byla v románském slohu a byla zbořena v roce 1863, aby uvolnila místo dnešnímu kostelu.
Další kostel, jihozápadně od města vedle vesnice Prnek, je zasvěcen Nejsvětější Trojici a také spadá pod farnost v Rogašce. Byl postaven v 17. století a obsahuje pozlacený oltář pocházející z let 1650 až 1675. Zbytek vnitřního vybavení pochází z 18. a 19. století.

## Osobnosti spojené s městem:
Známé osobnosti, které se ve městě buď narodily, nebo zde žily jsou:
- Hilarij Froelich (1811–1878), autor lékařských knih
- France Kidrič (1880–1950), literát, novinář
- Franjo Kolterer (1888–1964), autor lékařských knih
- Miloš Verk (1890–1952), kartograf
- Boris Kidrič (1912–1953), komunistický politik, odbojář, první slovinský premiér
- Ela Peroci (1922–2001), spisovatelka, autorka dětských knih
- August Lavrenčič (1925-1996), malíř a scénograf

## Galerie

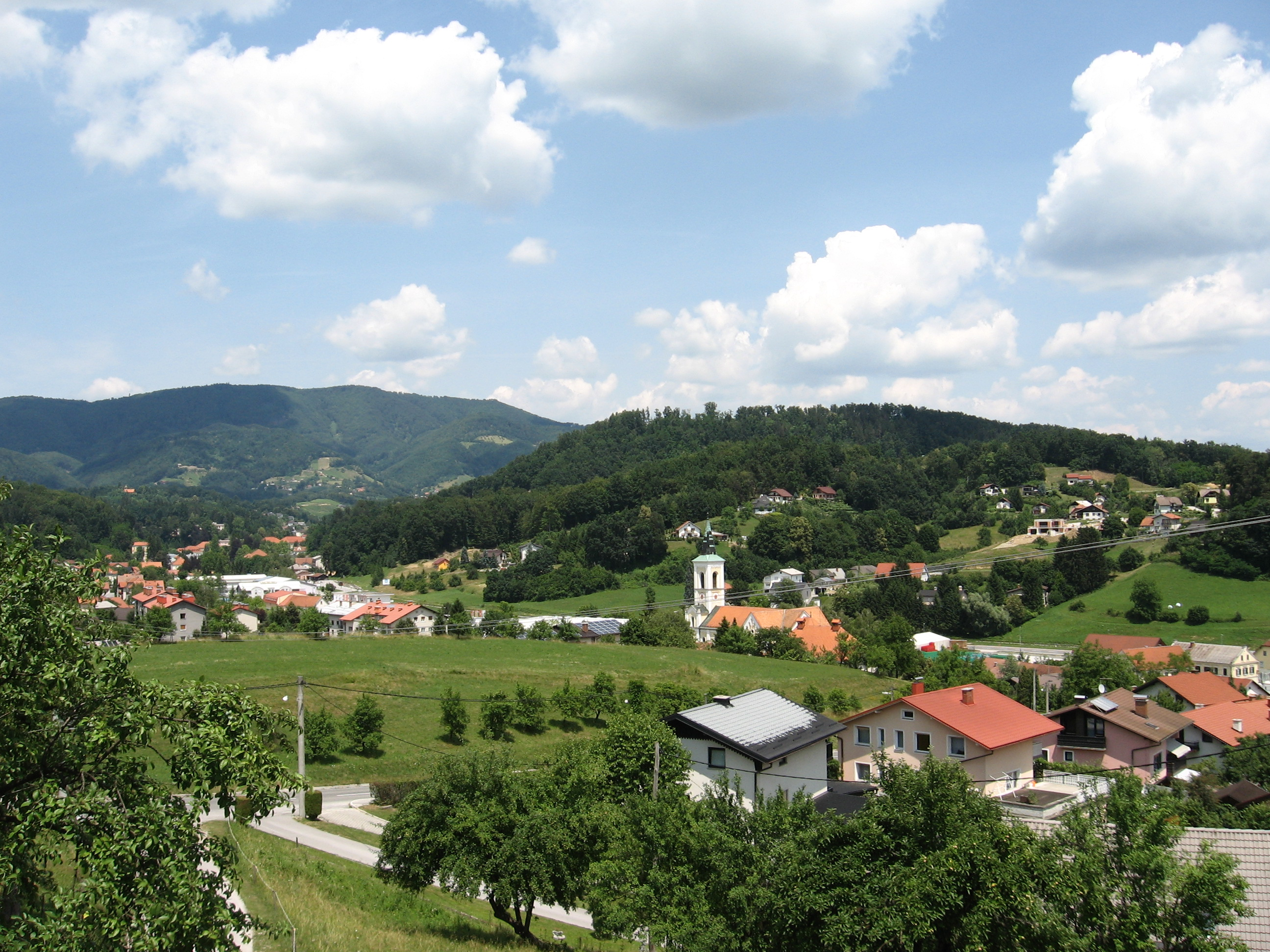
Pohled na město od osady Brestovec
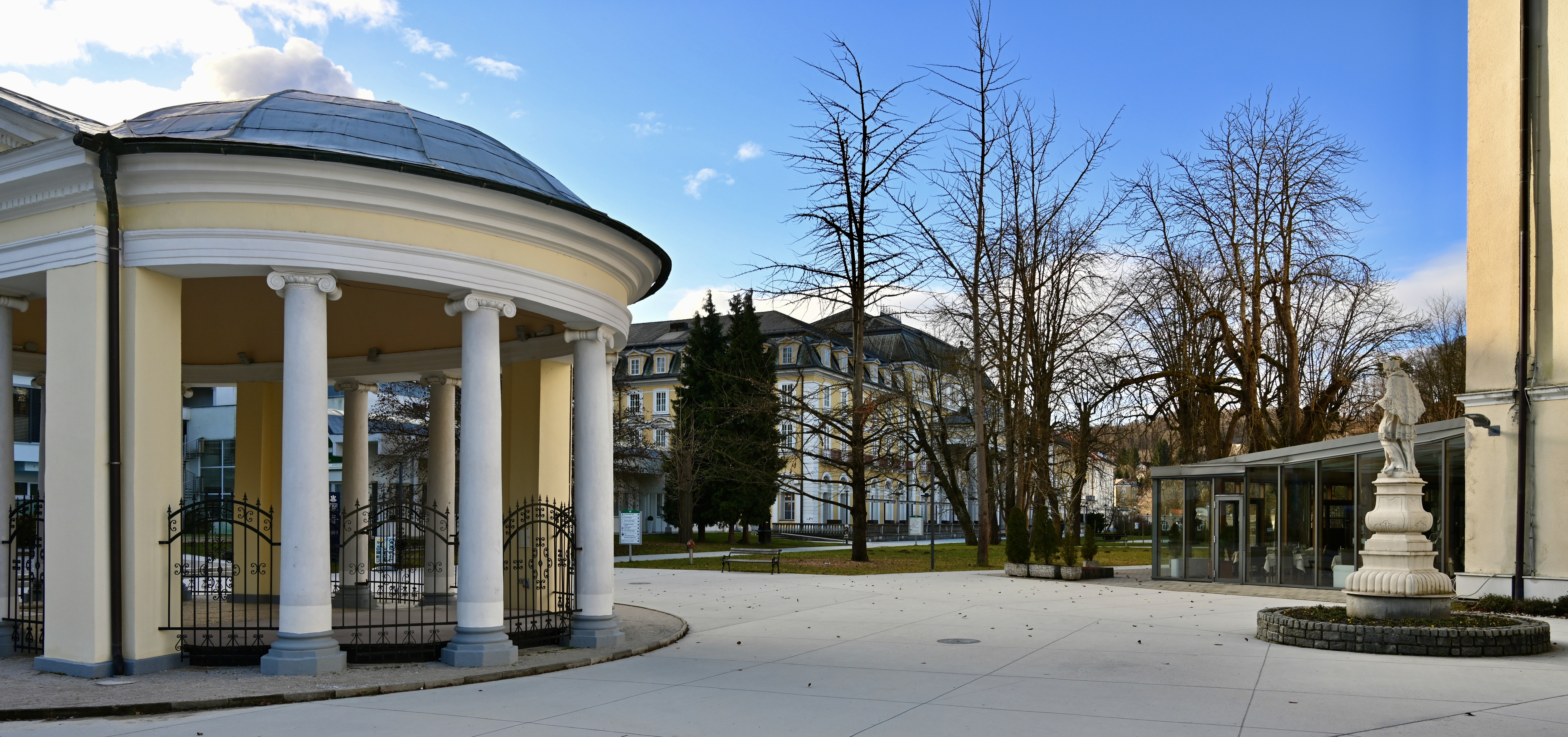
Lázeňská čtvrť s pramenem
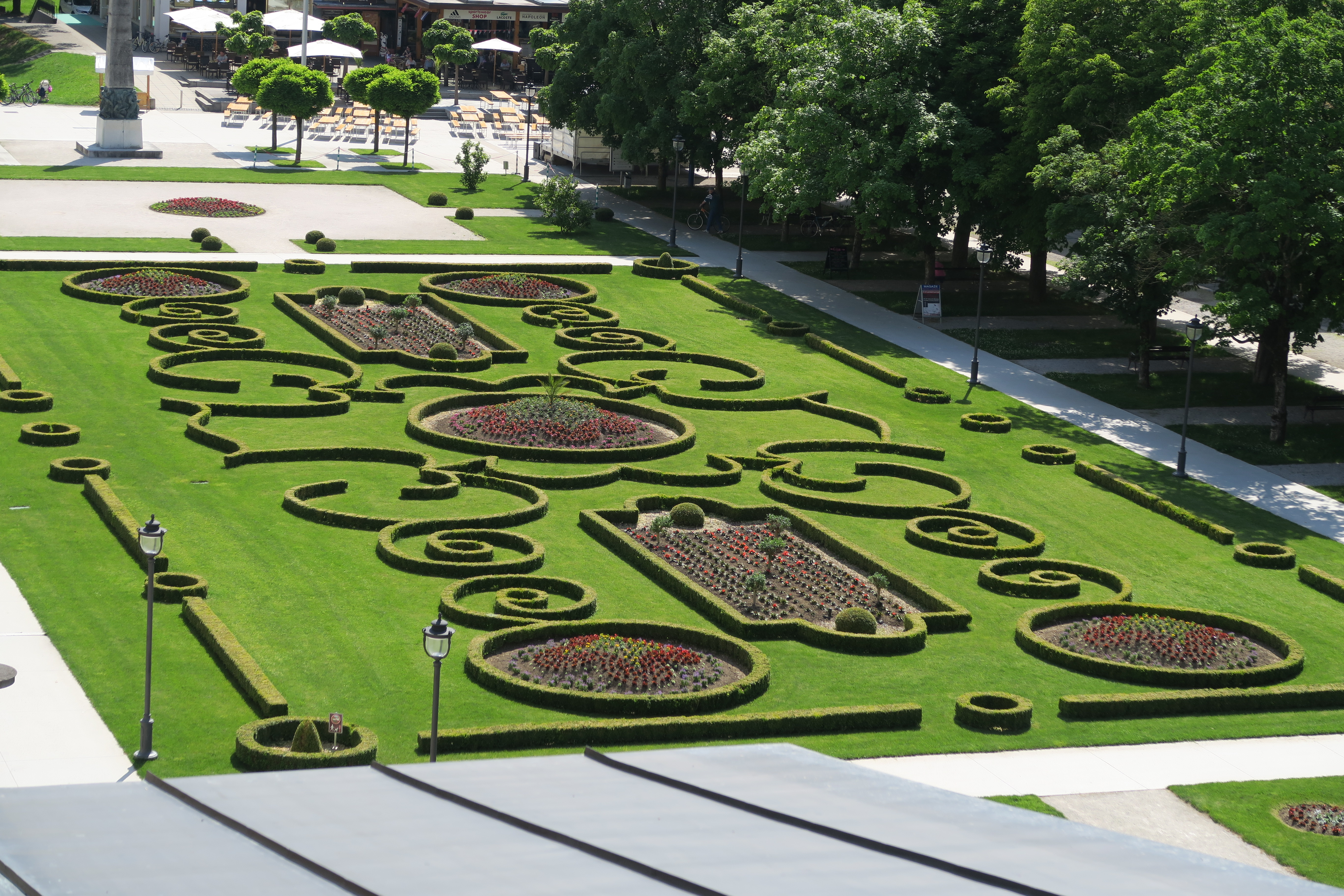
Lázeňský park
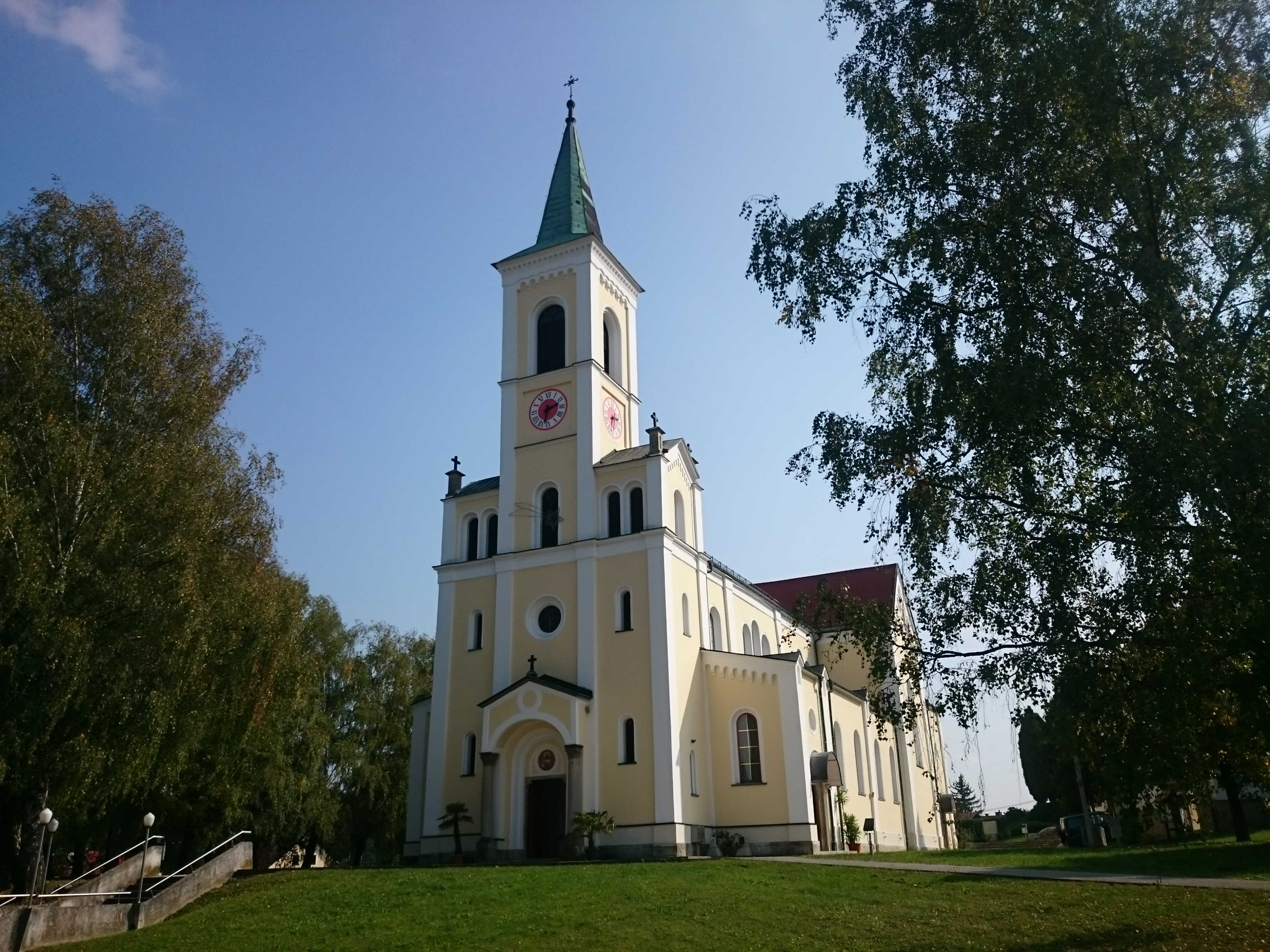
Farní kostel sv. Kříže
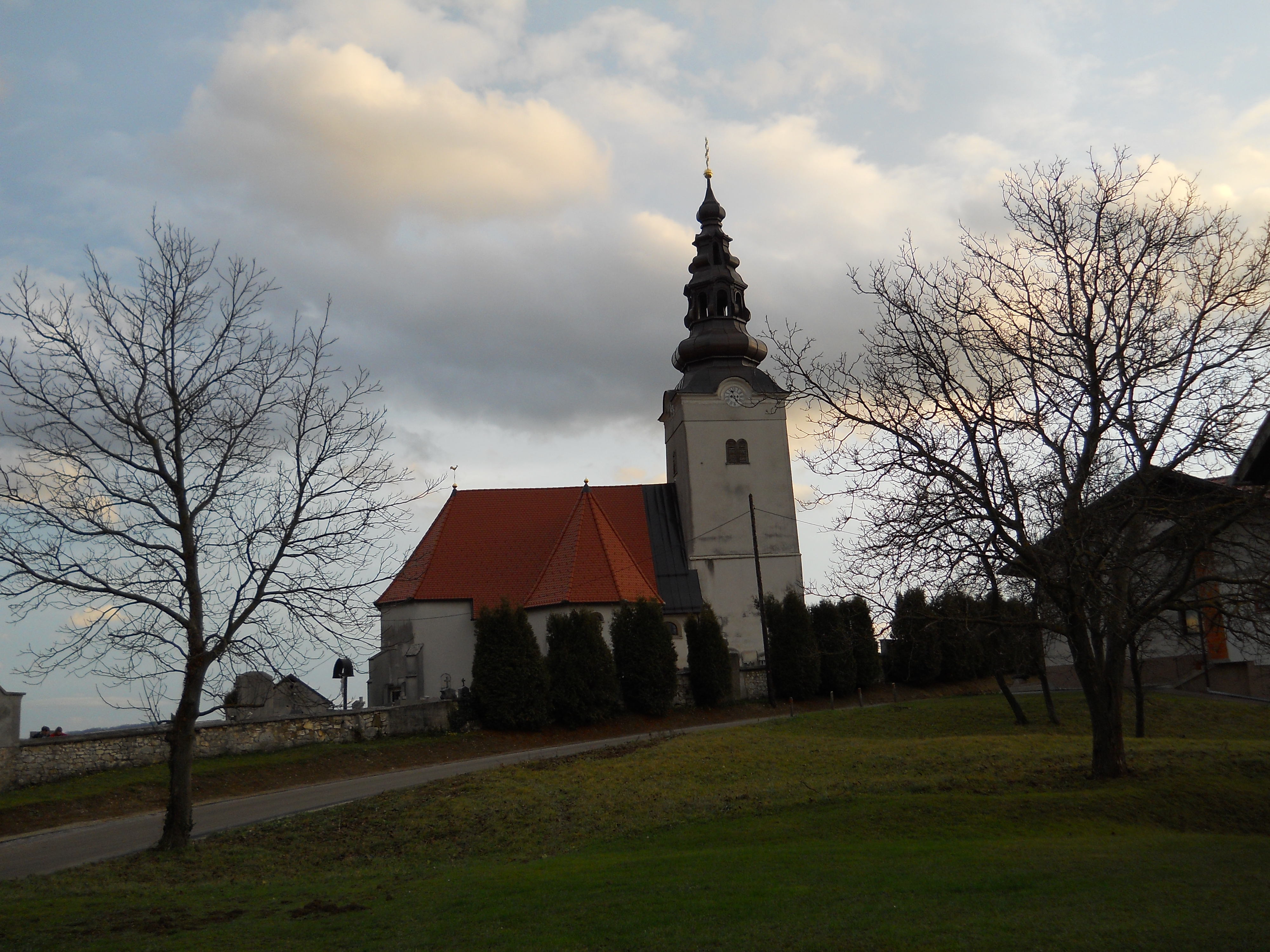
Kostel Nejsvětější Trojice
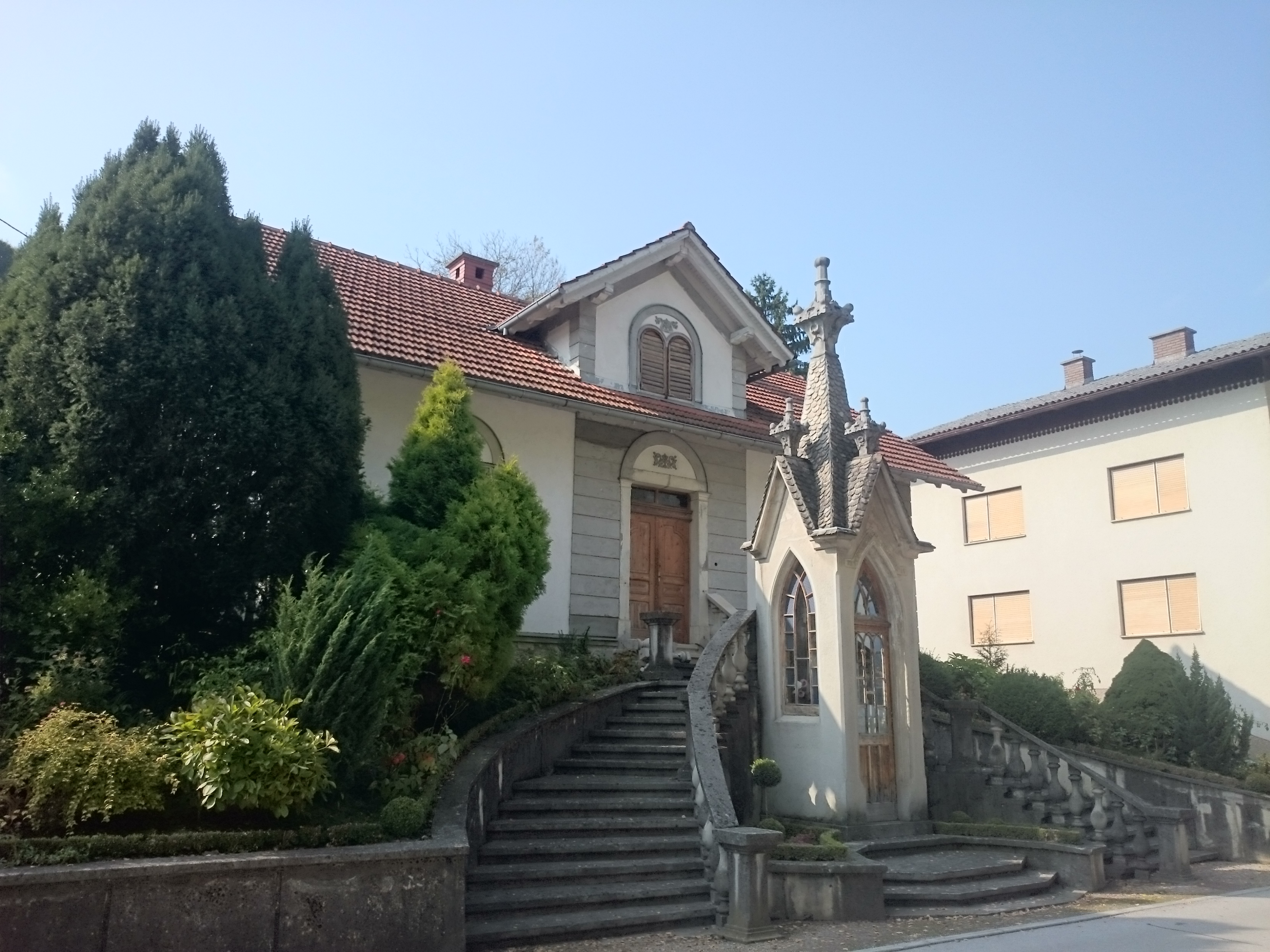
Vila